# Trochalopteron subunicolor
El charlatán modesto (Trochalopteron subunicolor) es una especie de ave paseriforme de la familia Leiothrichidae propia del Himalaya oriental y sus estribaciones del sudeste asiático septentrional.

## Descripción

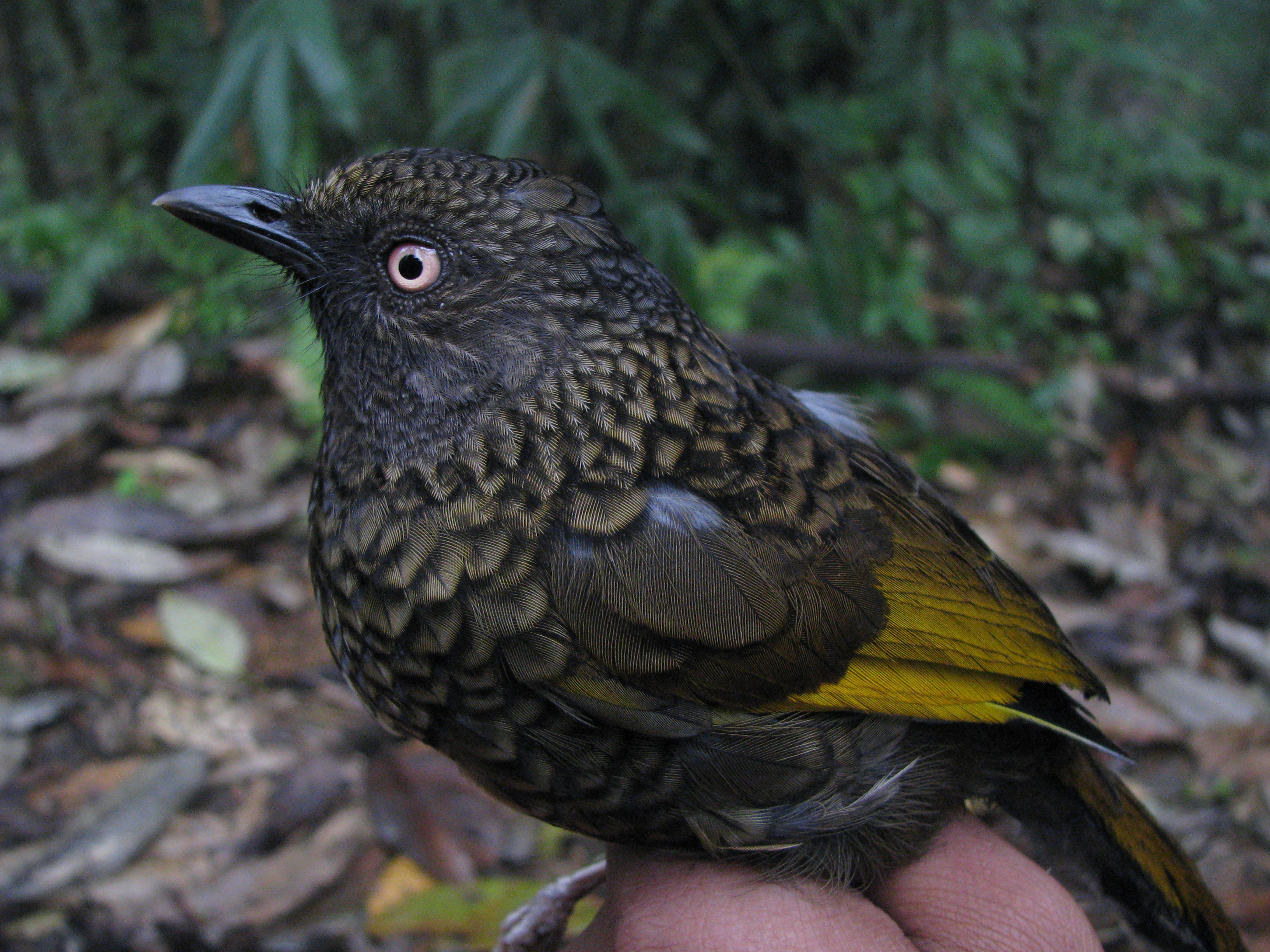
Ejemplar en Arunachal Pradesh, India.

El charlatán modesto mide alrededor de 24 cm de largo. Su plumaje es principalmente de color pardo oliváceo, con los bordes de las plumas negros, lo que le da un aspecto escamado a la mayor parte de su cabeza y cuerpo. Sus alas tienen una panel verde amarillento brillante, y las primarias azuladas. Sus ojos suelen ser de color amarillento y su pico negro es corto y robusto.

## Distribución y hábitat
El charlatán modesto se encuentra en el Himalaya oriental y las montañas que se extienden por el norte del sudeste asiático. Se lo puede hallar en Nepal, Bután, el noreste de la India, el sur de China, el norte de Birmania y norte de Vietnam. Su hábitat natural son los bosques húmedos subtropicales de montaña.